# Alen Fetić
Alen Fetić (Lubiana, 14 ottobre 1991) è un giocatore di calcio a 5 sloveno.

## Carriera
Fetić ha avuto una lunga e prolifica carriera nella nazionale slovena, con cui ha giocato oltre un centinaio di partite e ha disputato cinque edizioni del campionato europeo. A livello di club ha militato principalmente nel campionato sloveno e in quello croato ma ha avuto delle brevi esperienze anche in Serbia e Italia.

## Palmarès
- Campionato sloveno: 3

Litija: 2010-11
Brezje Maribor: 2016-17
Dobovec: 2018-19
- Coppa di Slovenia: 4

Litija: 2010-11
Brezje Maribor: 2016-17
Dobovec: 2018-19, 2019-20